# Placówka Straży Celnej „Gorzyce”

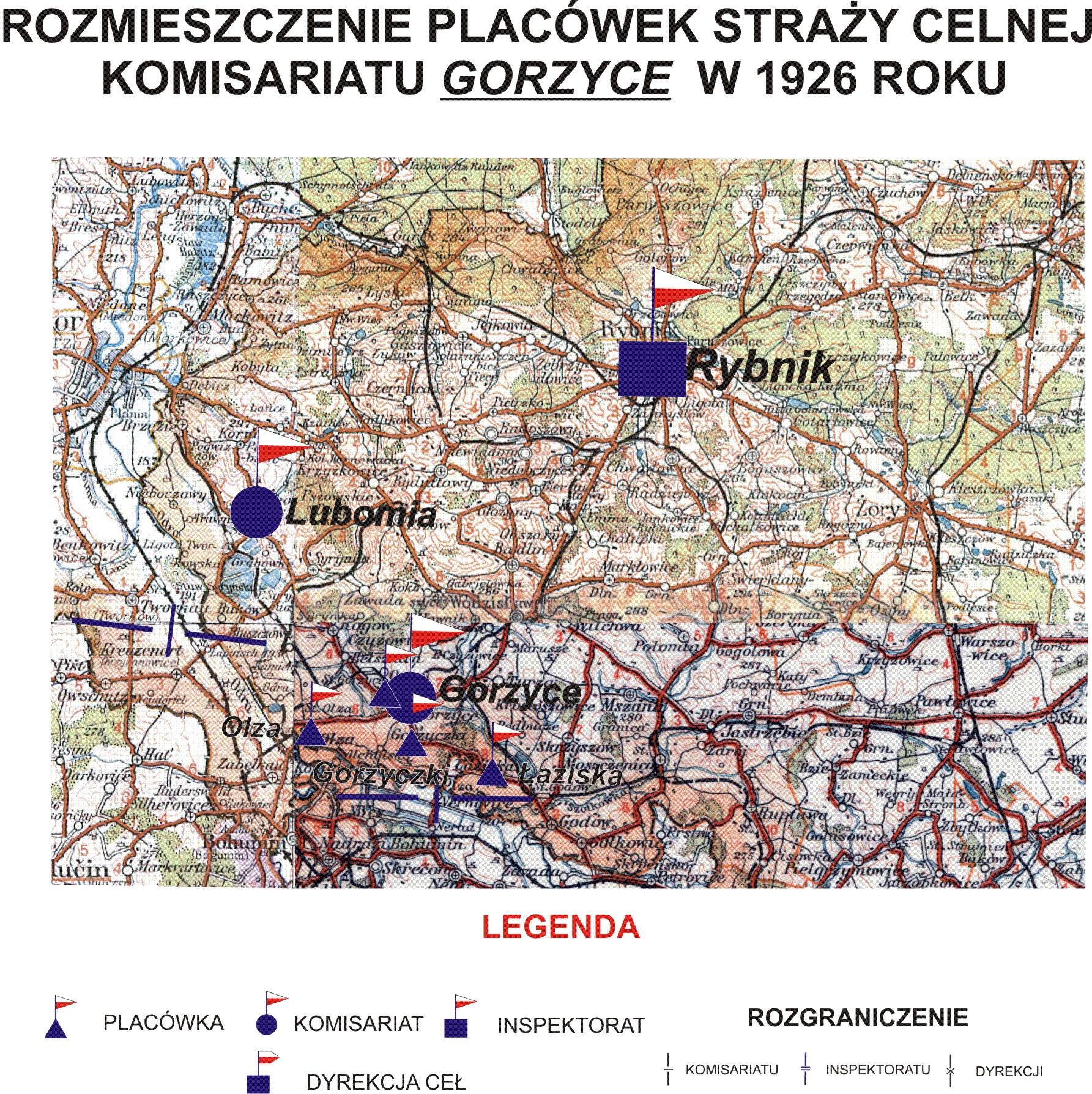
Rozmieszczenie placówek SC Komisariatu Gorzyce w 1926 r.

Placówka Straży Celnej „Gorzyce” – jednostka organizacyjna Straży Celnej pełniąca w okresie międzywojennym służbę ochronną na granicy polsko-czechosłowackiej.

## Formowanie i zmiany organizacyjne
Na wniosek Ministerstwa Skarbu, uchwałą z 10 marca 1920 roku, powołano do życia Straż Celną. Od połowy 1921 roku jednostki Straży Celnej rozpoczęły przejmowanie odcinków granicy od pododdziałów Batalionów Celnych. Początek działalności Straży Celnej na Śląsku datuje się na dzień 15 czerwca 1922 roku. Proces jej tworzenia trwał do końca 1922 roku. Placówka Straży Celnej „Gorzyce” weszła w podporządkowanie komisariatu Straży Celnej „Gorzyce” z Inspektoratu SC „Rybnik”.
W drugiej połowie 1927 roku przystąpiono do gruntownej reorganizacji Straży Celnej. W praktyce skutkowało to rozwiązaniem tej formacji granicznej. Ochronę północnej, zachodniej i południowej granicy państwa przejęła powołana z dniem 2 kwietnia 1928 roku Straż Graniczna. Rozkazem nr 4 z 30 kwietnia 1928 roku w sprawie organizacji Śląskiego Inspektoratu Okręgowego dowódca Straży Granicznej gen. bryg. Stefan Pasławski określił strukturę organizacyjną komisariatu SG „Gorzyce”. Placówka Straży Granicznej II linii „Gorzyce” znalazła się w jego strukturze.

## Funkcjonariusze placówki
Kierownicy placówki
| stopień    | imię i nazwisko, numer       | okres pełnienia służby | kolejne stanowisko |
| ---------- | ---------------------------- | ---------------------- | ------------------ |
| przodownik | Franciszek Wawrzyniak (1040) | był w 1926             |                    |

Obsada personalna placówki w 1926:
- przodownik Franciszek Wawrzyniak (1040)
- starszy strażnik Walenty Kolonko (456)
- strażnik Wacław Piękoszewski (822)
- strażnik Rudolf Jureczek (384)
- strażnik Ryszard Kudela (460)
- strażnik Stefan Skowroński (860)
- strażnik Maksymilian Osowski (1272)
- strażnik Stanisław Ruta (1287)